# 現実療法
現実療法（げんじつりょうほう、英: Reality therapy ; RT）は、心理療法とカウンセリングに対するアプローチの一つである。1960年代にウィリアム・グラッサーにより創始され、従来の精神医学、精神分析や医療モデルの心理療法学派とは異なっている。現実療法においては、精神分析療法のように過去に起こった出来事の重要性を強調するのではなく、現在に焦点を合わせたアプローチをする。

## 関連人物
- ウィリアム・グラッサー